# Bistrica pri Libojah
Bistrica pri Libojah este o arie protejată (arie specială de conservare — SAC, sit de importanță comunitară — SCI) din Slovenia întinsă pe o suprafață de 11,76 ha, integral pe uscat.

## Localizare
Centrul sitului Bistrica pri Libojah este situat la coordonatele 46°11′15″N 15°10′13″E / 46.1876°N 15.1702°E.

## Înființare
Situl Bistrica pri Libojah a fost declarat sit de importanță comunitară în aprilie 2013 pentru a proteja 1 specie de animale. Situl a fost protejat și ca arie specială de conservare în aprilie 2015.

## Biodiversitate
Situată în ecoregiunea continentală, aria protejată nu include niciun habitat protejat.
La baza desemnării sitului se află o specie protejată de  nevertebrate: Austropotamobius torrentium.